# Imagine Cup
Imagine Cup je celosvětová každoroční studentská soutěž, vypisovaná od roku 2002 společností Microsoft. Sponzorem a hostitelem je Microsoft Corp.. Soutěž je určena studentským týmům i jednotlivcům se zájmem o moderní technologie. V současnosti je soutěž rozčleněna do dvou hlavních kategorií: Software Design a Game Design (XBox/Windows, Phone) + IT Challenge.

## Kategorie soutěže Imagine Cup
Kategorie Software Design (softvérový návrh) - vytvoření skutečné aplikace a řešení, které pomůže lidem a společnosti. V této kategorii se dává důraz na problémy dnešní doby (např. hlad, chudoba, životní prostředí, zdraví). Vždy musí být jasně prokázaný přínos světu a vítá se využití a zapojení hardwaru.
Kategorie Game Design - se dělí na část pro XBox/Windows a Phone. Zde je důležitá hratelnost, cílová skupina (zákazníků) a velký důraz je kladen na to, jak rychle se cílová skupina (člověk) naučí s aplikací hrát (používat ji).
Doplňkovou kategorií je IT Challenge - kritéria a podmínky se každý rok mění (forma kvízů zůstává tj. 8-15 kvízů, online)

## Historie
Celosvětová finále se konala v těchto městech:
- 2003: Barcelona, Španělsko
- 2004: São Paulo, Brazílie
- 2005: Jokohama, Japonsko
- 2006: Dillí, Indie
- 2007: Soul, Jižní Korea
- 2008: Paříž, Francie
- 2009: Káhira, Egypt
- 2010: Varšava, Polsko
- 2011: New York, USA
- 2012: Sydney, Austrálie - "10 výročí soutěže"
- 2013: Petrohrad, Rusko

## Innovation Accelerator - Startup program
Program Innovation Accelerator - Startup začal vznikat v letech 2006 - 2008 po celém světě s cílem nabídnout soutěžícím Imagine Cupu další krok - vznik vlastní firmy. Cílem soutěže Imagine Cup je vytvořit ze soutěžících samostatné společnosti, kterým program Accelerator/Startup má pomoci. Nejde jen o to v rámci soutěže Imagine Cup napsat a vytvořit aplikaci, která změní svět, ale také ji vhodnou formou světu nabídnout (ziskovou či neziskovou formou). Startup program nabízí formu technické i obchodní podpory, které je realizována většinou prostřednictvím tzv. Microsoft Inovačních center. Podmínkou přijetí je používání/vývoj postavený na Microsoft technologiích.
Firmám, které vznikají - studentům je také nabídnuta možnost programu DreamSpark a následně programu BizSpark, kde začínající společnosti získají přístup k aktuálním a plnohodnotným vývojovým nástrojům.

## Imagine Cup Grant
Soutěžícím Imagine Cupu (finálového kola) je nabídnuta možnost grantů, kterou nabízí společnost Microsoft ve spolupráci s různými investory, obchodními partnery.